# Herbert Schultze
Herbert Schultze (Kiel, 24 juli 1909 - Londen, 3 juni 1987), was een Duits U-bootkapitein in de Kriegsmarine tijdens de Tweede Wereldoorlog. Met de U 48 behaalde Herbert Schultze vele successen.

## Zijn loopbaan
Herbert Schultze kwam in dienst bij de Reichsmarine in april 1930. Op 9 oktober 1930 werd hij Seekadett. Hij deed dienst op de kruisers Leipzig en Karlsruhe samen met andere toekomstige U-bootazen met o.a. Heinrich Lehmann-Willenbrock.
In mei 1937 had Schultze al de officiersrang van Oberleutnant-zur-See behaald en werd hem een U-bootcommando gegeven, waarbij hij het bevel van het type IIA U-boot kreeg, met de U 2, op 31 januari 1938. De U 2 was toegewezen aan de U-Bootschulflotille (U-Bootschool flottielje) en Schultze besteedde de komende anderhalf jaar in een opleiding .
Op 22 april 1939 kreeg Schultze het commando over de U 48, een type VII U-boot. De U 48 zou later de meest succesvolle U-boot van de oorlog worden. De U 48 werd toegewezen aan het 7. Unterseebootsflottille en volbracht een opleiding van vier maanden. Op 1 juni 1939 werd Schultze tot kapitein-luitenant-ter-zee bevorderd.

## Tweede Wereldoorlog
Kort na het uitbreken van de oorlog begon Schultze al op 1 september 1939 aan zijn eerste patrouille. Op 11 september 1939 bracht hij het Britse vrachtschip Firby tot zinken. Na het tot zinken brengen zond hij in gewone radiotaal het volgende bericht uit:

CQ-CQ-CQ - aan de heer Winston Churchill. Ik heb het Britse stoomschip "Firby" tot zinken gebracht. Op 59°40' Noord en 12°50' West. Red de bemanning, als u wilt. Duitse onderzeeër !

Deze boodschap, rechtstreeks gericht aan de Eerste Minister van de Admiraliteit van Engeland, Winston Churchill, maakte Schultze beroemd, zowel in Nazi-Duitsland als in het Verenigd Koninkrijk. Tijdens zijn eerste patrouille liet hij nog twee schepen met een 14.777 bruto registerton (BRT) tot zinken brengen.
Na terugkeer op zijn thuisbasis gaf Schultze een interview aan een Amerikaanse reporter op 29 september 1939 en vertelde uitvoerig over zijn heldendaden. Schultze volbracht vervolgens nog vier succesvolle patrouilles, waaronder de Burgerdyk van de Holland-Amerika Lijn, die hij op 10 februari 1940 tot zinken bracht. Op 1 maart 1940 kreeg hij het Ridderkruis voor zijn behaalde successen. Op 20 mei 1940 liet Schultze het commando over aan Hans-Rudolf Rösing, als gevolg van een ziekte aan maag- en nierstoornissen. Schultze verbleef vijf maanden in het ziekenhuis. Vanaf oktober 1940 nam Schultze terug zijn plichten op als de nummer twee van de 7. Unterseebootsflottille, dat nu gevestigd was in Saint-Nazaire, Frankrijk.
Op 17 december 1940 hervatte Schultze zijn commando van de U 48 en ontlastte hiermee Heinrich Bleichrodt van diens commando over de onderzeeboot. Hij leidde de U 48 in meer dan drie patrouilles, en bleef de vijandelijke scheepvaart bestoken die toen een geweldige prijs moest betalen. Zo werd Schultze bekroond met het Eikenloof (Eichenlaub) op zijn Ridderkruis van het IJzeren Kruis op 12 juni 1941. Op 27 juli 1941 verliet Schultze de U 48 en nam het commando van het 3. Unterseebootsflottille over, met goede ondernemingsresultaten die hij vanuit La Rochelle, Frankrijk ondernam. Hij diende in die functie tot maart 1942, toen hij werd toegekend aan het Marinegruppe Nord als Admiral Stafofficier voor de U-boten. In december 1942 werd hij toegewezen bij de staf van admiraal Dönitz. Op 1 april 1943 werd hij bevorderd tot Korvettenkapitän. In maart 1944 werd hij aangewezen als Commandant van de Abteilung II, Marineschule Mürwick, waar hij tot het einde van de oorlog bleef.

## Na de oorlog
Herbert Schultze overleefde de oorlog en emigreerde in 1948 naar Canada. Daar begon hij een carrière als natuurfotograaf. In 1956 werd Schultze toegelaten tot de nieuw opgerichte Bundesmarine van de Bondsrepubliek Duitsland om opnieuw opleiding te geven aan leerlingen en personeel, voor nog eens twee jaar op de Marineschule Mürwick. Hij heeft deze functie vervuld tot september 1968. Herbert Schultze overleed in juni 1987 in Londen, Verenigd Koninkrijk, op 77-jarige leeftijd, en o.a. een andere voormalige U-boot ace Otto Kretschmer sprak op zijn begrafenis met de woorden:

Diep gerespecteerd door vriend en vijand, met eerbied opziend door zijn bemanning, Herbert Schultze was een voorbeeldige marineofficier in de beste traditie.

## Successen
- 26 schepen tot zinken gebracht met een totaal van 169.700 BRT
- 1 schip beschadigd van 9.456 BRT

## Militaire loopbaan
Reichsmarine
- Offiziersanwärter: 1 april 1930[1][2]
- Seekadett: 9 oktober 1930[1][2]
- Fähnrich zur See: 1 januari 1932[1][2]
- Oberfähnrich zur See: 1 april 1934[2] - 5 april 1934[1]
- Leutnant zur See: 1 oktober 1934[1][2]

Kriegsmarine
- Oberleutnant Zur See: 1 juni 1936[1][2]
- Kapitänleutnant: 1 juni 1939[1][2]
- Korvettenkapitän: 1 april 1943[1][2]

Bundesmarine
- Fregattenkapitän: 2 juli 1956
- Kapitän zur See: 1 juli 1966

## Decoraties
- Ridderkruis van het IJzeren Kruis op 1 maart 1940 als Kapitänleutnant en commandant van de U-48[1][2][3][4]
- Ridderkruis van het IJzeren Kruis met Eikenloof op 12 juni 1941 als Kapitänleutnant en commandant van de U-48[1][2][3][4]
- IJzeren Kruis 1939, 1e Klasse (27 oktober 1939)[1][2][4][5] en 2e Klasse (25 september 1939)[1][2][4][5]
- Onderzeebootoorlogsinsigne 1939 op 25 oktober 1939[1][2][5]
- Onderzeebootoorlogsinsigne 1939 met Briljanten op 15 juli 1941[1][2][4][5]
- Dienstonderscheiding van Leger en Marine voor (4 dienstjaren) op 2 oktober 1936[2][6]
- Duits Olympisch Ereteken op 20 april 1936[2][6]
- Kruis voor Oorlogsverdienste met Zwaarden op 14 oktober 1941[2][5]
- Oorlogskruis op 24 oktober 1941[4]
- Hij werd drie maal genoemd in het Wehrmachtsbericht. Dat gebeurde op:
- 26 februari 1940[2][4][7]
- 2 april 1941[2][4][8]
- 12 juni 1941[2][4][9]

## U-bootcommando
- U 2: 31 januari 1938 - 16 maart 1939: Geen oorlogspatrouilles
- U 48: 22 april 1939 - 20 mei 1940: 5 patrouilles (135 dagen)
- U 48: 17 december 1940 - 27 juli 1941: 3 patrouilles (93 dagen)